# Cecina tatarica
Cecina tatarica is een slakkensoort uit de familie van de Pomatiopsidae. De wetenschappelijke naam van de soort is voor het eerst geldig gepubliceerd in 1867 door Schrenck.